# Michael Biontino
Michael Biontino (* 29. November 1952) ist ein deutscher Diplomat im Ruhestand. Er leitete bis zu seiner Pensionierung im Jahr 2018 die Ständige Vertretung bei der Abrüstungskonferenz in Genf im Amt eines Botschafters.

## Laufbahn
Biontino studierte von 1973 bis 1982 Politischen Wissenschaften, Wirtschaftswissenschaften und Recht mit dem Masterabschluss in Politischen Wissenschaften der University of Georgia. Er hatte zuvor das Ecole Nationale d’Administration in Paris und die Universität Erlangen besucht.
Im Jahr 1982 wurde er Teilnehmer des 37. Attachélehrgangs der Aus- und Fortbildungsstätte des Auswärtigen Amts in Bonn-Ippendorf. Nach im Jahr 1984 absolvierter Laufbahnprüfung für den Höheren Dienst wurde er Referent in der Abteilung für Politik und Presse der Botschaft Teheran, Iran. Von dort wurde er im Jahr 1987 in die politische Abteilung der Botschaft Moskau versetzt.
Im Jahr 1989 kehrte er in das Auswärtige Amt zurück und erhielt eine Verwendung als Referent im Referat für Rüstungsexportkontrolle. Im Jahr 1992 erfolgte seine Versetzung an die Ständige Vertretung bei den Vereinten Nationen, New York, wo er für Sicherheitsratsfragen zuständig war. Von dort wurde er im Jahr 1996 an die Ständige Vertretung bei der NATO in Brüssel versetzt.
Im Jahr 1998 erfolgte eine erneute Verwendung in der Zentrale des Auswärtigen Amts. Biontino wurde stellvertretender Referatsleiter für konventionelle Abrüstung und Rüstungskontrolle, im Jahr 2002 wurde er wieder an die NATO-Vertretung in Brüssel versetzt, wo er stellvertretender Leiter der politischen Abteilung wurde. Von 2005 bis 2009 leitete er das Referat „Konventionelle Abrüstung und Rüstungskontrolle“ im Auswärtigen Amt, Berlin.
Anschließend wurde Biontino von 2009 bis 2013 ständiger Vertreter des Leiter der Botschaft Addis Abeba, Äthiopien. Von dort aus wurde er mit der Leitung der Vertretung bei der UN-Abrüstungskonferenz in Genf im Amt eines Botschafters beauftragt. Diese Aufgabe führte er bis zu seinem Eintritt in den Ruhestand im Jahr 2018 aus.
Biontino ist verheiratet mit der deutschen Diplomation Irene Biontino und hat sechs Kinder.